# Wangen im Allgäu
Wangen im Allgäu este un oraș din landul Baden-Württemberg, Germania.

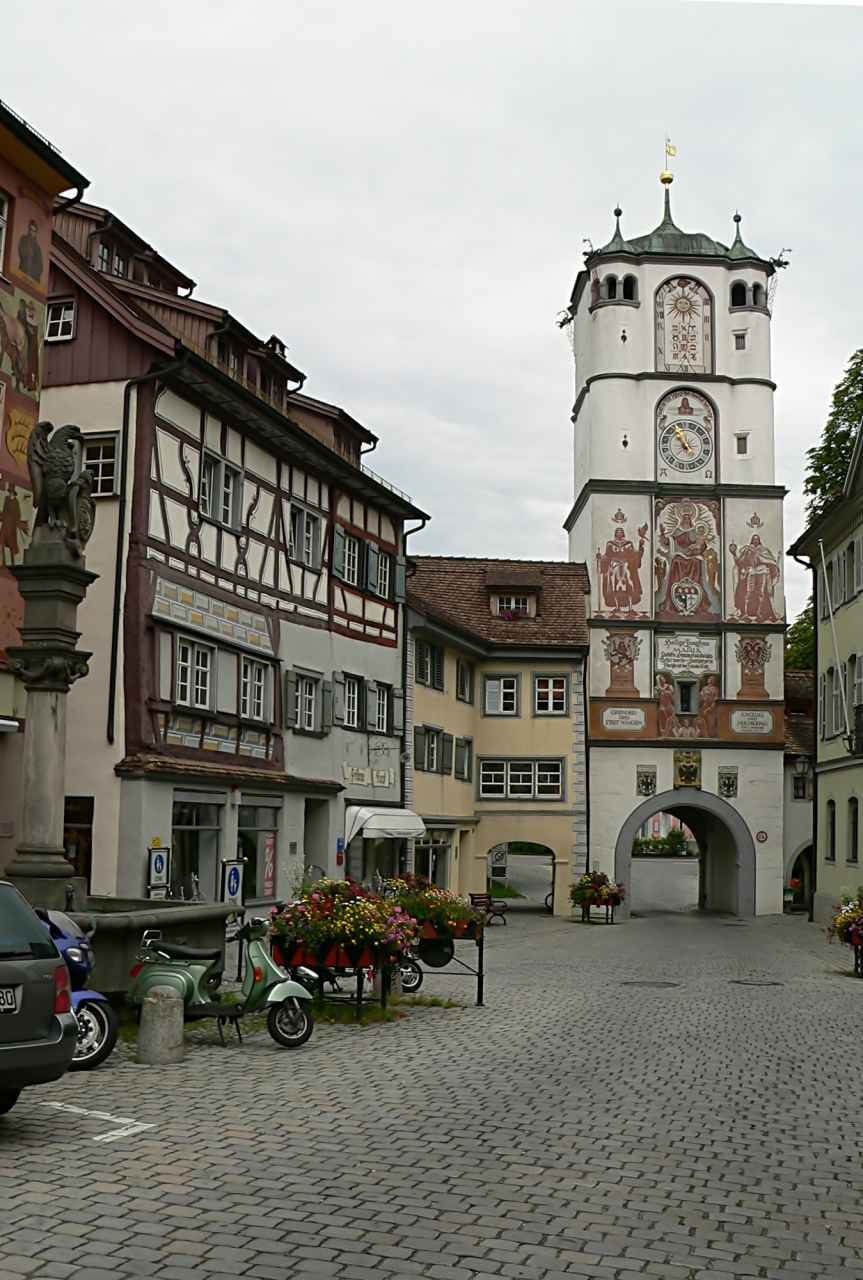
Ravensburger Tor

1. ↑   http://www.statistik.baden-wuerttemberg.de/BevoelkGebiet/Bevoelkerung/01515020.tab?R=GS436081 Lipsește sau este vid: |title= (ajutor)